# Quenne
 Quenne  es una población y comuna francesa que se encuentra en la región de Borgoña, departamento de Yonne, en el distrito de Auxerre y cantón de Auxerre-Est.

## Demografía
| 267 | 241 | 297 | 356 | 440 | 469 |
| Para los censos de 1962 a 1999 la población legal corresponde a la población sin duplicidades (Fuente: INSEE [Consultar]) |     |     |     |     |     |